# 非法木屋

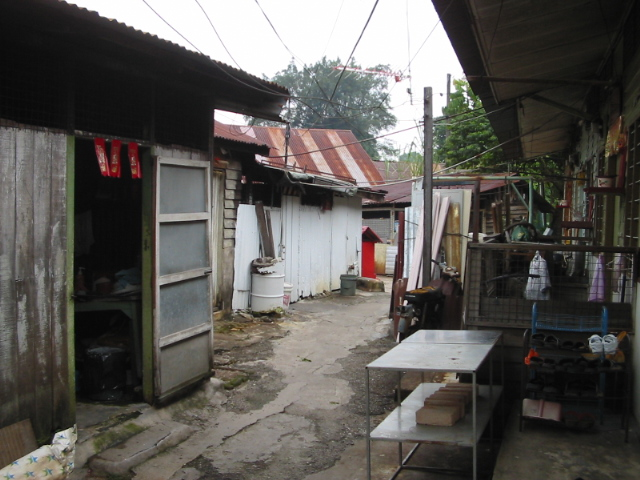
位於吉隆坡陸佑路的非法木屋

非法木屋在馬來西亞是指一些非法佔地而建的房屋，這些房屋大多以鐵皮或木板搭建而成，因此又被板屋，主要分佈在馬來西亞各主要城鎮市中心之邊緣，如吉隆坡的啤律、甲洞、新街場、冼都，雪蘭莪的八打靈再也，柔佛的新山等，許多非法木屋聚落是英殖民時期就存在，但也有部分是在馬來西亞獨立後才搭建，這些非法木屋也是各個城鎮發展史的見證者，類似於貧民窟，但住戶甚至連所在土地都不是自己的。故如今這些木屋被貼上貧窮及落後的標籤，霸佔公地更被市政府及都市居民視為“都市大毒瘤”，許多城鎮及州府的政府紛紛提出“零木屋計畫”，以拆除其管轄範圍內之非法木屋。

## 歷史
然而，這些非法木屋的出現馬來西亞的經濟發展及移民現象必不可分，在19世紀末，英殖民政府在馬來半島開始開闢許多的錫礦場，於是有大量的華人及印度人開始從中國及印度的南方湧入，擔任礦工或開墾農地，使馬來半島各邦的人口迅速增加，也改變了當地的人口結構。然而，當時英殖民並未被這些南來的勞工尋求住宿及推動管制政策。為了棲身，這些勞工於是在鄰近礦區或市中心邊緣搭建臨時木屋，久而久之就稱為了住宅聚落。
在50至60年代的，英殖民政府與馬來亞共產黨對峙，引發緊急狀態，殖民政府為了剿共，將大部分位於森林邊緣、礦場附近的木屋聚落圈地管制，形成新村。但並非所有木屋都被納入新村，許多位在市中心邊緣，政府認為不具威脅的木屋聚落被留在原地，也不被視為合法建築，成為了非法木屋。
在1970年代，馬來西亞政府推行新經濟政策，鼓勵馬來人離開鄉村，往城市發展，以讓馬來西亞各個城市的種族分佈均勻，由於許多離鄉背井的馬來人原先生活並不富裕，教育程度也不高，無法符合市中心高昂的租金，也促使他們搬進非法木屋內。在90年代後，許多原本住在非法木屋的屋主因經濟改善，搬遷至市郊的住宅區，原先的木屋便租給在附近工作的外籍勞工，大量外籍勞工的進駐，也改變原本非法木屋的原貌及族群分佈，更加深許多市民對非法木屋的厭惡。

## 合法性
在馬來西亞政府的眼中，也不是所有非法木屋都會被馬上打擊，可視為是临时租地契的扣留者、非法占用土地者以及擅自闖入土地者非法者。在1891年，英殖民政府就開始針對馬來西亞各個城市推行土地管理制度，以吉隆坡為例，當地政府將吉隆坡化為四區，分別為峇都區（Mukim of Batu）、文良港區（Mukim of Setapak）、安邦區（Mukim of Ampang）及吉隆坡區（Mukim of Kuala Lumpur），并且列明土地拥有者得需先向政府登記方可使用，而市政府也開始向土地持有者徵收地税。
馬來西亞獨立之後，更設定了土地管制法令，在1965國家土地法令第56條文中更有說明，任何人都不能私自佔有土地，若要使用，得按官方制定程序申請。所有佔用者必須提出申請，而持有臨時地契者（Temporary Occupation License，簡稱TOL），得定時繳稅。雖然透過這個方式運作，但大多木屋住户所繳付的地稅與時限不一，部分則是完全没有繳付過地稅，甚至更有住户表示，曾有執法人員告知，只需繳納一次性數百令吉，便可長期佔用該土地，且不会遭到对付，但在付費後政府卻却未提供任何單據。這也政府非法木屋的出現，顯示為法令不嚴謹執行所致。

## 現況
進入80年代中期，國家經濟狀況開始改善，亂象有所漸少，許多位在都市市中心邊緣的非法木屋，開始讓路給都市的發展工程，如：1994年吉隆坡市政府開始興建輕快鐵安邦線、格拉那再也線，以及2013年捷運加影線的興建，亦或是該地點被建商收購建設大型計畫，如谷中城、孟沙南、雙威偉樂城計畫等，以及各地政府推行"零木屋計畫"，這些導致許多超過百年歷史的非法木屋聚落落入被拆遷的命運，目前在吉隆坡的非法木屋非常稀少。在柔佛2019年的統計中，州內仍有6972戶非法木屋居民，其中以新山縣佔多數，共5158戶，約一萬五千居民，其次為峇株巴辖縣的474戶、丰盛港縣的401户及古来縣的267户。

## 人民組屋

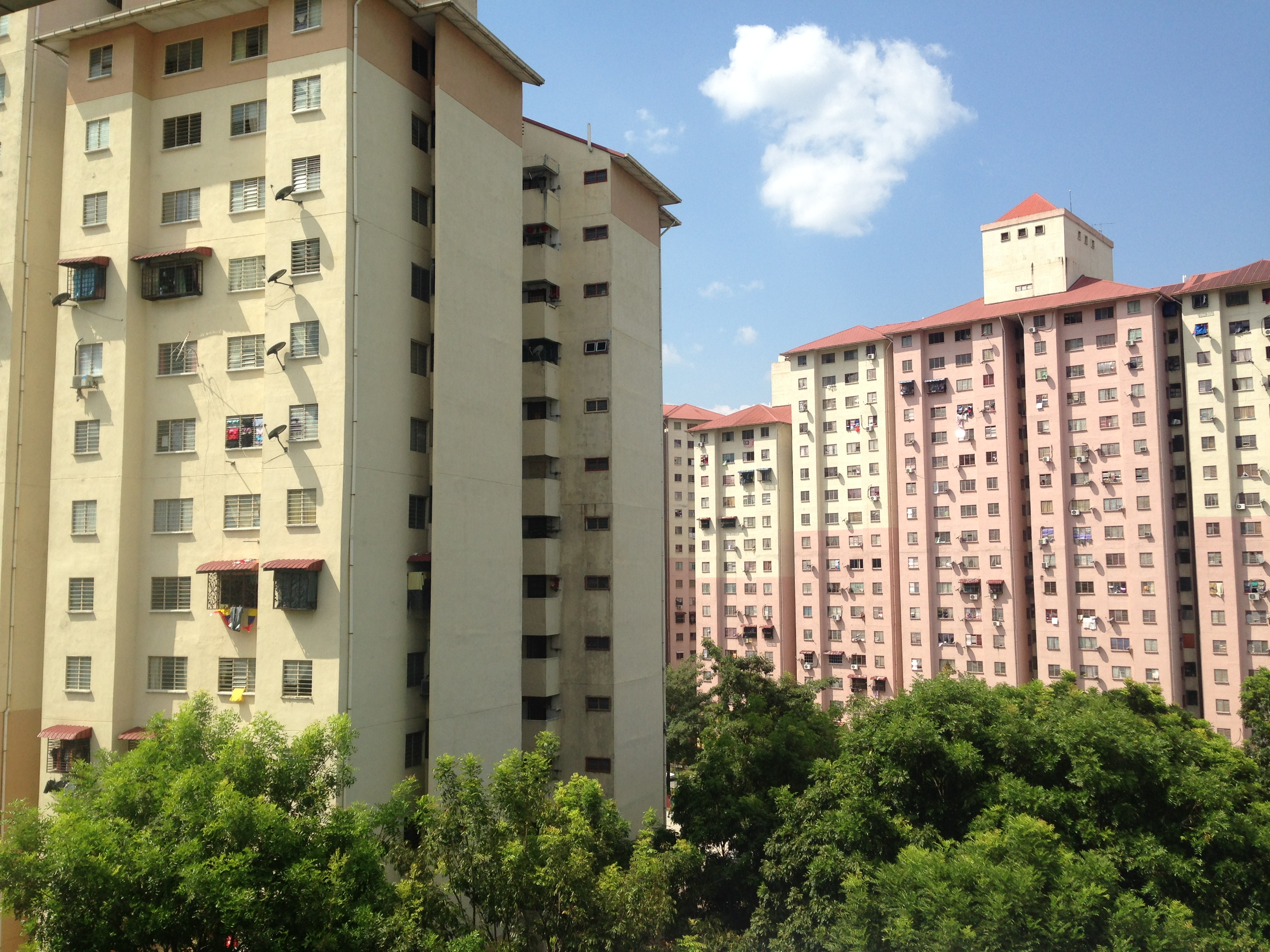
位於武吉加里爾的人民組屋（PPR）

由於當初選擇居住在非法木屋的居民，大多為中下階級，經濟能力並不強。政府在拆遷這些非法木屋，許多原本的租戶都會被分發一間人民組屋（PPR）的單位做棲身。為了安置這些居民，政府在許多城市邊緣的新興發展區建設許多的人民組屋，主要聚集在葛京、啤律、武吉加里爾等。然而，這些人民組屋並非免費，住戶每個得向政府繳納約100至200令吉不等的租金。許多搬遷至人民組屋的原非法木屋居民，往往會發現這些人民組屋遠離以往生活區域或工作地點，或者無法像在居住非法木屋期間，在住家門口開業做小生意，繼而導致失業，陷入經濟困境，甚至不適應新的居住環境、居住面積較為狹小，使得心理遭受極大壓力。這些是許多新搬遷至人民組屋的居民所需面對的問題。

## 參看
- 貧民窟